# University of California, Los Angeles Men's Volleyball 2024
Questa voce raccoglie le informazioni riguardanti la University of California, Los Angeles Men's Volleyball nella stagione 2024.

## Stagione
La University of California, Los Angeles partecipa alla Mountain Pacific Sports Federation per la trentaduesima volta: si classifica al primo posto in regular season, ottenendo un bye ai quarti di finale del tornei di conference; in semifinale i Bruins superano i Trojans della Southern California (testa di serie numero 6), prima di essere sconfitti in finale dalla Grand Canyon, seconda testa di serie del tabellone.
Accedono al torneo NCAA Division I grazie alla classifica totale, ricevendo la testa di serie numero 1 del torneo nazionale: ai quarti di finale superano con un secco 3-0 la Fort Valley State, mentre in semifinale la spuntano solo al quinto set contro la UC Irvine; conquistano quindi il ventunesimo titolo della propria storia (il secondo consecutivo), sconfiggendo in quattro set la CSU Long Beach.

## Organigramma societario
Area direttiva
- Presidente: Martin Jarmond

Area organizzativa
- Direttore delle operazioni: AJ Ruttenberg

Area tecnica
- Allenatore: John Speraw
- Assistente allenatore: Nicholas Vogel, Brandon Taliaferro, Morteza Shiari
- Scoutman: Rob Chai

## Rosa
| N° | Nome                 | Ruolo | Data di nascita  | Nazionalità sportiva | Anno      |
| -- | -------------------- | ----- | ---------------- | -------------------- | --------- |
| 1  | Hideharu Nakamura    | L     | -                | Giappone             | Junior    |
| 2  | Jaidin Russell       | O     | -                | Stati Uniti          | Freshman  |
| 3  | Luca Curci           | S     | -                | Stati Uniti          | Freshman  |
| 4  | Thiago Zamprogno     | C     | -                | Stati Uniti          | Freshman  |
| 5  | Ayrton Garcia-Jurado | P     | -                | Stati Uniti          | Junior    |
| 6  | Spencer Graves       | C     | -                | Stati Uniti          | Freshman  |
| 7  | Andrew Rowan         | P     | 29 luglio 2003   | Stati Uniti          | Sophomore |
| 8  | Micah Wong Diallo    | C     | 8 agosto 2004    | Stati Uniti          | Freshman  |
| 9  | Guy Genis            | C     | 6 maggio 1999    | Israele              | Junior    |
| 10 | Sean McQuiggan       | C     | -                | Stati Uniti          | Sophomore |
| 11 | Cooper Robinson      | S     | 8 agosto 2002    | Stati Uniti          | Sophomore |
| 12 | Alexander Knight     | S     | 22 giugno 2001   | Stati Uniti          | Senior    |
| 13 | Merrick McHenry      | C     | 17 ottobre 2000  | Stati Uniti          | Senior    |
| 14 | Matthew Aziz         | L     | -                | Stati Uniti          | Sophomore |
| 15 | Christopher Hersh    | C     | -                | Stati Uniti          | Freshman  |
| 16 | Ido David            | O     | 8 febbraio 2000  | Israele              | Junior    |
| 17 | David Flores         | P     | -                | Stati Uniti          | Senior    |
| 18 | Grant Sloane         | S     | 25 novembre 2001 | Stati Uniti          | Junior    |
| 19 | David Decker         | O     | -                | Stati Uniti          | Freshman  |
| 20 | Ethan Champlin       | S     | 29 novembre 2001 | Stati Uniti          | Senior    |
| 21 | Zachary Rama         | S     | 12 luglio 2004   | Stati Uniti          | Sophomore |
| 22 | Matthew Edwards      | C     | -                | Stati Uniti          | Sophomore |
| 23 | Coleman McDonough    | L     | -                | Stati Uniti          | Sophomore |
| 24 | Kahale Clini         | S     | -                | Stati Uniti          | Freshman  |

## Mercato
| Acquisti | Acquisti          | Acquisti            | Acquisti   |
| R.       | Nome              | da                  | Modalità   |
| -------- | ----------------- | ------------------- | ---------- |
| S        | Kahale Clini      | Punahou School      | definitivo |
| S        | Luca Curci        | Newport Harbor HS   | definitivo |
| P        | David Flores      | Ball State          | definitivo |
| C        | Spencer Graves    | Loyola HS           | definitivo |
| L        | Hideharu Nakamura | Orange Coast        | definitivo |
| O        | Jaidin Russell    | Newton South HS     | definitivo |
| C        | Micah Wong Diallo | John Marshall HS    | definitivo |
| C        | Thiago Zamprogno  | Cardinal Gibbons HS | definitivo |

| Cessioni | Cessioni        | Cessioni          | Cessioni   |
| R.       | Nome            | a                 | Modalità   |
| -------- | --------------- | ----------------- | ---------- |
| L        | Troy Gooch      | Hurrikaani-Loimaa | definitivo |
| S        | Cole Ketrzynski | Pepperdine        | definitivo |
| C        | J.R. Norris IV  | -                 | ritirato   |
| P        | Miles Partain   | -                 | ritirato   |
| O        | Kyle Vom Steeg  | Team Essex        | definitivo |

## Statistiche

### Statistiche di squadra
| Competizione         | Punti | In casa | In casa | In casa | In trasferta | In trasferta | In trasferta | Campo neutro | Campo neutro | Campo neutro | Totale | Totale | Totale |
| Competizione         | Punti | G       | V       | P       | G            | V            | P            | G            | V            | P            | G      | V      | P      |
| -------------------- | ----- | ------- | ------- | ------- | ------------ | ------------ | ------------ | ------------ | ------------ | ------------ | ------ | ------ | ------ |
| MPSF NCAA Division I | .839  | 14      | 13      | 1       | 11           | 9            | 2            | 6            | 4            | 2            | 31     | 26     | 5      |
| Totale               | .839  | 14      | 13      | 1       | 11           | 9            | 2            | 6            | 4            | 2            | 31     | 26     | 5      |

G = partite giocate; V = partite vinte; P = partite perse

### Statistiche dei giocatori
| Giocatore        | MPSF NCAA Division I | MPSF NCAA Division I | MPSF NCAA Division I | MPSF NCAA Division I | MPSF NCAA Division I | Totale | Totale | Totale | Totale | Totale |
| Giocatore        | P                    | PT                   | AV                   | MV                   | BV                   | P      | PT     | AV     | MV     | BV     |
| ---------------- | -------------------- | -------------------- | -------------------- | -------------------- | -------------------- | ------ | ------ | ------ | ------ | ------ |
| M. Aziz          | 12                   | 0                    | 0                    | 0                    | 0                    | 12     | 0      | 0      | 0      | 0      |
| E. Champlin      | 28                   | 277,5                | 237                  | 20,5                 | 20                   | 28     | 277,5  | 237    | 20,5   | 20     |
| L. Curci         | 16                   | 11                   | 9                    | 0                    | 2                    | 16     | 11     | 9      | 0      | 2      |
| I. David         | 26                   | 203                  | 149                  | 22                   | 32                   | 26     | 203    | 149    | 22     | 32     |
| D. Decker        | 4                    | 5                    | 3                    | 1                    | 1                    | 4      | 5      | 3      | 1      | 1      |
| M. Edwards       | 3                    | 4                    | 4                    | 0                    | 0                    | 3      | 4      | 4      | 0      | 0      |
| D. Flores        | 21                   | 1                    | 0                    | 1                    | 0                    | 21     | 1      | 0      | 1      | 0      |
| A. Garcia-Jurado | 1                    | 2                    | 0                    | 2                    | 0                    | 1      | 2      | 0      | 2      | 0      |
| G. Genis         | 18                   | 109,5                | 76                   | 31,5                 | 2                    | 18     | 109,5  | 76     | 31,5   | 2      |
| A. Knight        | 25                   | 106                  | 86                   | 12                   | 8                    | 25     | 106    | 86     | 12     | 8      |
| C. McDonough     | 13                   | 0                    | 0                    | 0                    | 0                    | 13     | 0      | 0      | 0      | 0      |
| M. McHenry       | 28                   | 294                  | 202                  | 56                   | 36                   | 28     | 294    | 202    | 56     | 36     |
| S. McQuiggan     | 17                   | 112,5                | 72                   | 32,5                 | 8                    | 17     | 112,5  | 72     | 32,5   | 8      |
| H. Nakamura      | 5                    | 0                    | 0                    | 0                    | 0                    | 5      | 0      | 0      | 0      | 0      |
| Z. Rama          | 23                   | 165,5                | 136                  | 16,5                 | 13                   | 23     | 165,5  | 136    | 16,5   | 13     |
| C. Robinson      | 26                   | 290,5                | 227                  | 29,5                 | 34                   | 26     | 290,5  | 227    | 29,5   | 34     |
| A. Rowan         | 28                   | 117                  | 49                   | 31                   | 37                   | 28     | 117    | 49     | 31     | 37     |
| G. Sloane        | 24                   | 174,5                | 135                  | 18,5                 | 21                   | 24     | 174,5  | 135    | 18,5   | 21     |
| M. Wong Diallo   | 1                    | 8                    | 6                    | 2                    | 0                    | 1      | 8      | 6      | 2      | 0      |
| T. Zamprogno     | 1                    | 11                   | 11                   | 0                    | 0                    | 1      | 11     | 11     | 0      | 0      |

P = presenze; PT = punti totali; AV = attacchi vincenti; MV = muri vincenti; BV = battute vincenti

NB: I muri singoli valgono una unità di punto, mentre i muri doppi e tripli valgono mezza unità di punto; anche i giocatori nel ruolo di libero sono impegnati al servizio